# 国宝シリーズ

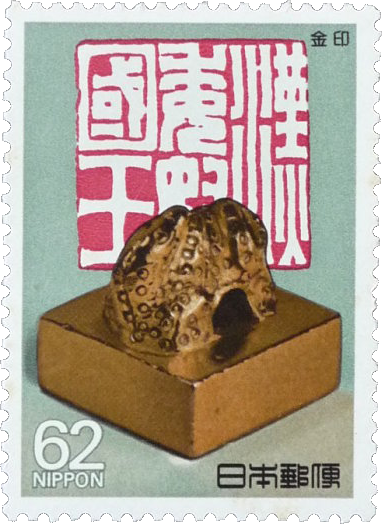
第３次国宝シリーズ第８集 (1989)： ｢漢委奴国王金印」(1784年出土)

国宝シリーズ（こくほうシリーズ）は、日本の特殊切手のシリーズの一つ。
国宝シリーズ（第一次）から（第三次）まで発行された。
発行日、国宝（作者）は下記のとおり。

## 国宝シリーズ（第一次）
国宝シリーズ（第一次）は、1967年から1969年まで各時代3種ずつ最後の江戸時代は4種で、7集22種発行された。
額面15円と50円。
- 1967.11.1 第1集 飛鳥時代
  - 広隆寺弥勒菩薩
  - 法隆寺百済観音
  - 法隆寺金堂・五重塔

- 1968.2.1 第2集 奈良時代
  - 興福寺阿修羅
  - 東大寺月光菩薩
  - 薬師寺吉祥天

- 1968.6.1 第3集 平安時代
  - 片輪車螺鈿蒔絵手箱
  - 朝護孫子寺信貴山縁起絵巻
  - 普賢菩薩

- 1968.9.2 第4集 鎌倉時代
  - 神護寺伝源頼朝像
  - 平治物語絵巻（六波羅行幸巻）
  - 春日大社赤糸威鎧

- 1969.2.10 第5集 室町時代
  - 慈照寺銀閣
  - 安楽寺八角三重塔
  - 秋冬山水図（冬景図）（雪舟）

- 1969.7.21 第6集 安土・桃山時代
  - 姫路城
  - 檜図屏風（狩野永徳）
  - 松林図（長谷川等伯）

- 1969.9.25 第7集 江戸時代
  - 釣便図（池大雅）
  - 白梅図・紅梅図（尾形光琳）
  - 色絵雉香炉（野々村仁清）

## 国宝シリーズ（第二次）
国宝シリーズ（第二次）は、1976年から1978年まで各回2種ずつ、8集16種発行された。

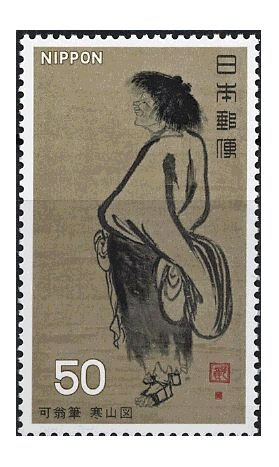
紙本墨画寒山図

額面50円と100円。
- 1976.12.9 第1集 
  - 薬師寺東塔
  - 執金剛神立像

- 1977.1.20 第2集 
  - 唐招提寺金堂
  - 平家納経

- 1977.3.25 第3集 
  - 鳥獣人物戯画
  - 雲中供養菩薩像

- 1977.6.27 第4集 
  - 紫式部日記絵巻（旧森川家本第一段）
  - 制多伽童子像

- 1977.8.25 第5集 
  - 寒山図（可翁）

- - 松本城天守閣

- 1977.11.16 第6集 
  - 松に草花図（京都智積院の障壁画の一部）
  - 清水寺本堂

- 1978.1.26 第7集 
  - 源氏物語澪標図（俵屋宗達）
  - 舟橋蒔絵硯箱（本阿弥光悦）

- 1978.3.3 第8集 
  - 夕顔棚納涼図屏風（久隅守景）
  - 東照宮陽明門

## 国宝シリーズ（第三次）
国宝シリーズ（第三次）は、1987年から1989年まで各回2種ずつ、8集16種発行された。
額面60円、62円、100円と110円。
- 1987.5.26 第1集 
  - 八橋蒔絵螺鈿硯箱（尾形光琳）
  - 彦根城天守

- 1987.7.17 第2集 
  - 金亀舎利塔
  - 犬山城天守

- 1988.2.12 第3集 
  - 金剛三昧院多宝塔
  - 恵光童子像

- 1988.6.23 第4集 
  - 厳島神社
  - 小桜韋威鎧

- 1988.9.26 第5集 
  - 木造仲津姫命坐像
  - 室生寺五重塔

- 1989.1.20 第6集 
  - 銀製鍍金狩猟文小壺
  - 銅造薬師如来坐像（法隆寺金堂）

- 1989.6.30 第7集 
  - 金銅透彫鞍金具
  - 玉虫厨子

- 1989.8.15 第8集 
  - 金印
  - 神人車馬画像鏡